# Bruno Bjelinski
Bruno Bjelinski opr. Weiss (født 1. november 1909 i Trieste, Italien - død 3. september 1992 i Silba, Kroatien) var en kroatisk komponist, lærer, violinist og pianist.
Bjelinski studerede komposition på Musikkonservatoriet i Zagreb hos Blagoje Bersa og Franjo Dugan. Han har skrevet 15 symfonier, 4 sinfoniettas, orkesterværker, kammermusik, operaer, balletmusik, koncertmusik etc.
Bjelinski underviste i kompostion igennem tre årtier på Musikkonservatoriet i Zagreb. Han modtog flere priser bl.a. livspræstations prisen Vladimir Nazor Award (1978). Bjelinski var inspireret af Francis Poulenc, Paul Hindemith, Maurice Ravel og Darius Milhaud. Han anses for en af de væsentlige komponister fra Kroatien i 1900-tallet.[kilde mangler]

## Udvalgte værker
- Symfoni nr. 1 "Sommer" (1955) - for orkester
- Symfoni nr. 2 "Til minde om Poetae" (1961) - for orkester
- Symfoni nr. 3 "Musik for venner" (1965) - for orkester
- Symfoni nr. 4 "Symfoni Jubilans" (1965) - for orkester
- Symfoni nr. 5 "Thalia" (1969) - for orkester
- Symfoni nr. 6 "Symfoni Vokal" (1974) - for kor, klaver, orgel og slagtøj
- Symfoni nr. 7 (1980) - for mezzosopran og orkester
- Symfoni nr. 8 "Fire livsglæder" (1982) - for orkester
- Symfoni nr. 9 "Symfoni fra Øen" (1984) - for orkester
- Symfoni nr. 10 "Europa" (1985) - For orkester
- Symfoni nr. 11 (1985) - for orkester
- Symfoni nr. 12 (1986) - for orkester
- Symfoni nr. 13 (1986) - for orkester
- Symfoni nr. 14 (1987) - for baryton, blokfløjte og orkester
- Symfoni nr. 15 (1988) - for 4 violiner og orkester
- Fløjtekoncert (1955) - for fløjte og strygeorkester